# 2001 KM76
2001 KM76 est un objet transneptunien de magnitude absolue 7,1 et de diamètre estimé à 167 km. Son orbite est encore très mal connue, puisqu'il n'a été observé que 4 fois en 19 jours.